# Alfred Schinz
Alfred Schinz (* 1919 in Berlin; † 1999 in Herrsching am Ammersee) war ein deutscher Architekt, Stadtplaner und Bauforscher. Seine Untersuchungen zur Theorie und Geschichte der chinesischen Stadt, besonders ihrer Morphologie und Metronomie, bilden wichtige Beiträge zur westlichen China-Forschung.

## Leben
Die Tatsache, dass seine Eltern vor dem Ersten Weltkrieg in China lebten (der Vater arbeitete dort 18 Jahre als Bauingenieur, u. a. um 1908 in Shandong), förderte bei ihm schon früh eine Affinität zur chinesischen Kultur.
Schinz studierte vor und im Zweiten Weltkrieg in Berlin Kunstgeschichte bei Wilhelm Pinder sowie Archäologie und Architekturgeschichte bei Walter Andrae. Er war Kriegsteilnehmer, u. a. als Pionier in Ungarn. Der Kriegsgefangenschaft (1945–1947 in Ebensee und Kassel) folgte der Studienabschluss in Architektur und Stadtplanung bei Hans Scharoun an der Technischen Hochschule Berlin.
Ab 1947/1948 arbeitete Schinz zunächst als Student, dann als Assistent bei Scharoun an dessen Lehrstuhl für Städtebau, zeitgleich mit dem befreundeten Chen Kuen Lee, dem Schüler und Assistenten von Ernst Boerschmann, einem Pionier der chinesischen Bauforschung.
Bis Dezember 1955 war Schinz im Büro von Scharoun tätig, er war dort beteiligt am Kollektivplan für Berlin (Konzept der Stadtlandschaft) und an Wettbewerben und Projekten wie z. B. für die Liederhalle Stuttgart 1949, die Nachbarschaft Friedrichshain 1949, eine Volksschule in Darmstadt 1951, das Staatstheater Kassel 1952, das Nationaltheater Mannheim 1953, der Planung zum Hansaviertel 1954 und der Siedlung Charlottenburg Nord 1955.
Ab Januar 1956 war Schinz als Stadtplaner in Wolfsburg beschäftigt, im Umfeld des Stadtbaurats Peter Koller. 1961–1964 arbeitete er selbständig in der Planungsgesellschaft Ritter und Schinz in Frankfurt am Main. In dieser Zeit bearbeitete er u. a. Projekte in Indien (Stadtplanung beim Stahlwerk Rourkela) und in Peru (Industriepark).
Eine siebenjährige Tätigkeit als wissenschaftlicher Berater für UNDP (1967–1974) in Taiwan boten ihm erstmals die Chance der vertieften Auseinandersetzung mit der chinesischen Kultur. Der Sinologe Wolfram Eberhard ermutigte ihn, sich mit dem traditionellen chinesischen Städtebau zu beschäftigen.
1976 promovierte Schinz zum Dr.-Ing. bei Gerd Albers an der Technischen Hochschule München, seine Dissertation trug den Titel Chinesischer Städtebau in der Mandschu-Dynastie (1644–1911) dargestellt am Beispiel der Ting-Stadt Hsinchu in Taiwan.
Von 1975 bis 1977 war Schinz bei UNDP im Irak engagiert, 1977–1980 im Auftrag von Speer-Plan in Saudi-Arabien.
Ab 1976 bereiste er innerhalb von mehr als zehn Jahren alle 18 Kernprovinzen Chinas, außerdem Qinghai, die Innere Mongolei und die Mandschurei, auch Nord- und Südkorea und Japan. Sein letzter Lebensabschnitt war der Erforschung des zeitgenössischen chinesischen Städtebaus und der Tradition des chinesischen Städtebaus gewidmet.

## Leistungen
In der Monografie Cities in China verarbeitete Schinz Material, die er auf seinen Reisen und bei Kontakten mit den kommunalen Bau- und Planungsbehörden und Hochschulen (z. B. war er 1983/84 Gastprofessor an der Tongji-Universität, Shanghai) gesammelt hatte. Das Buch bildet eine detailreiche, mit vielen Plänen illustrierte Status-quo-Darstellung des chinesischen Städtebaus zu Beginn der Reform-Periode (Mitte der 1980er-Jahre). Etwa 150 Städte werden mit Kurzporträts und kartografisch einheitlich in ihrem regionalen Kontext vorgestellt.
Aufbauend auf dieser Vorarbeit, schuf Schinz sein Haupt- und Alterswerk The Magic Square, Cities in Ancient China. Als Gesamtdarstellung der chinesischen Stadtkultur von ihren Anfängen im späten Neolithikum bis zur Qing-Zeit ist es in Art und Umfang am ehesten zu vergleichen mit Leonardo Benevolos Geschichte der Stadt. Dank seiner multidisziplinären Ausbildung und seiner langjährigen Berufserfahrung im Vorderen Orient, Indien, Lateinamerika und in China präsentiert Schinz die Stadtgeschichte mit einer großen thematischen Breite und Differenziertheit. Konstruktive architektonische Details werden ebenso berücksichtigt wie z. B. hydrologische Aspekte, der Wandel der Landnutzung, die städtische Sozialstruktur oder Fragen der Terminologie. Die Stadt wird vorgestellt und interpretiert als Dokument des Wechselspiels zwischen dem Wandel der natürlichen Umwelt und jenem von Wirtschaft und Gesellschaft. Seine Quellen sind die archäologische, kunsthistorische, historisch-geografische und bauhistorische Literatur (Stand Mitte der 1980er-Jahre) chinesischer und ausländischer Provenienz.
Bei diesem universalistischen Ansatz droht die Gefahr des Zerfließens. Doch Schinz hat eine eigene Fragestellung, der alles untergeordnet ist: Immer geht es um die Maße und die Geometrie der Stadt, d. h. ihre Metronomie. Ihre Grundlegung erfolgte bereits in prähistorischer Zeit, ihre erste Perfektion und politisch-religiöse, mythologische Begründung erhielt sie in der Zhou-Zeit, um dann bis zum Ende der Qing-Zeit das unstrittige Muster für stadträumliche Gestaltungen zu liefern. Der idealtypische Stadtgrundriss gemäß der Riten der Zhou (Zhou Li) ist zwar wiederholt in der Literatur als Archetyp der chinesischen Stadtgestalt genannt, doch nie zuvor ist die Kontinuität, Allgemeingültigkeit und Variabilität dieses Musters so schlüssig ausgearbeitet worden wie hier. Das metronomische Muster liefert den Rahmen für die innere Gliederung der Stadt ebenso wie für ihre Einordnung in die natürlich-topografische Umgebung. Schinz hat aus den heterogenen Quellen etwa 180 Stadtgrundrisse zusammengetragen und stellt sie vor in einer konsistenten Sequenz von Maßstäben, meistens 1 : 40.000 und 1 : 20.000.

## Schriften (Auswahl)
- Berlin. Stadtschicksal und Städtebau. Westermann, Braunschweig 1964. (264 S.)
- Maß-Systeme im chinesischen Städtebau. In: Architectura, 6. Jahrgang 1976, Nr. 2, S. 136.
- Die Entstehung der Stadt Xi’an. In: Die Erde, Band 114 (1983).
- Fengtian, Mukden, Shenyang. In: Geowissenschaft in unserer Zeit, 1. Jahrgang 1983, Nr. 6.
- Cities in China. Bornträger, Berlin / Stuttgart 1989. (492 S.)
- (mit Eckart Dege): Pyöngyang. Ancient and Modern. The Capital of North Korea. In: Geojournal, 22. Jahrgang 1990, Nr. 1, S. 21–32.
- The Magic Square. Cities in Ancient China. Edition Axel Menges, Stuttgart / London 1996. (428 S.)